# Монумент Победы (Минск)
Монумент Победы — монумент-обелиск в столице Беларуси городе Минске в честь победы в Великой Отечественной войне и в память о воинах Советской армии, партизанах и подпольщиках, погибших в годы Великой Отечественной войны.
Монумент является одним из символов столицы Беларуси, а также местом проведения различных мероприятий в честь победы в Великой Отечественной войне.
Ежегодно, 9 мая, в День Победы Советской армии и советского народа над нацистской Германией в Великой Отечественной войне 1941—1945 годов, проходит церемония возложения венков к Монументу Победы, в которой принимают участие высшие должностные лица Республики Беларусь и г. Минска, ветераны Великой Отечественной войны, делегации, представители дипломатического корпуса, воспитанники довузовских образовательных учреждений Министерства обороны.
Венки к Монументу Победы также возлагаются ко Дню Независимости Республики Беларусь.
В ходе государственных и официальных визитов в Республику Беларусь среди протокольных мероприятий обязательно предусматривается церемония возложения венка к Монументу Победы в Минске.

## Описание
Монумент композиционно завершает ансамбль площади Победы и является её высотной доминантой, замыкает перспективу улиц, которые лучами сходятся к нему. Памятник представляет собой классический четырёхугольный обелиск, высотой 38 метров, облицованный серым гранитом и увенчанный массивным изображением ордена Победы (бронза, смальта).
Грани обелиска ритмично расчленены узкими и завершены широкой полосами, стилизованными под белорусский национальный орнамент. На четырёх гранях постамента размещены бронзовые горельефы, раскрывающие идею памятника: «9 мая 1945 г.» (А. Бембель), «Слава погибшим героям» (З. Азгур), «Советская армия в годы Великой Отечественной войны» (С. Селиханов), «Партизаны Белоруссии» (А. Глебов).
Обелиск поставлен на граненую расширенную внизу платформу ступенчатого цоколя (стилобат) из чёрного лабрадорита, на котором помещен бронзовый меч, увитый лавровой ветвью, (скульптор С. Салтыков) как символ победы. Вся композиция размещена на широком восьмигранном ступенчатом подиуме, четыре грани которого прорезаны кубическими стилобатами из чёрного лабрадорита с четырьмя бронзовыми лавровыми венками на них (скульптор С. Адашкевич). Четыре бронзовых венка вокруг обелиска символизируют четыре фронта, бойцы которых принимали участие в освобождении Белоруссии от немецко-фашистских захватчиков.
Вокруг монумента разбит газон и высажены декоративные ели.

## История
Монумент Победы установлен в 1954 году посредине площади Победы (арх. Г. Заборский, В. Король). Торжественное открытие памятника было посвящено 10-й годовщине освобождения Белоруссии от оккупационных немецких войск.
У подножия памятника 3 июля 1961 года, в день 17-й годовщины освобождения города Минска, почётный гражданин города Минска, Герой Советского Союза генерал-полковник А. С. Бурдейный зажёг вечный огонь.
9 мая 1992 года правоохранительные органы не пропустили колонну БНФ возложить цветы к монументу во время официальной церемонии, во главе которой шли депутаты Верховного Совета Беларуси Сергей Наумчик и Зенон Позняк, а также писатель-фронтовик Василь Быков. 3 июля, в день 50-летия освобождения Минска от немецкой оккупации, ситуация повторилась. Среди тех ветеранов, кого не пустили к монументу, оказался и его автор — архитектор Георгий Заборский, про что он впоследствии высказывался так:
рус. Я был трижды ранен, четвертую рану мне нанесли тут. Кто и почему решил не пускать меня к памятнику, который я создал своим сердцем?

## Пост № 1
3 июля 1984 года в ознаменование 40-летия освобождения города Минска и Белорусской ССР от немецко-фашистских захватчиков у монумента Победы начал работу Пост № 1. Первыми на Пост № 1 заступили юноши и девушки из ГПТУ № 8. С тех пор Пост № 1 в Минске никогда не прекращал свою ответственную работу.
Каждый год четыре дня в неделю вахту памяти несёт около 900 учащихся старших классов различных образовательных учреждений Минска (в среднем 33—35 школ и гимназий города). Координатором деятельности Поста № 1 является Минский государственный дворец детей и молодёжи.